# Marek Krawczyk (urzędnik)
Marek Stanisław Krawczyk (ur. 5 października 1982 w Warszawie) – polski urzędnik państwowy i polityk, od 2024 podsekretarz stanu w Kancelarii Prezesa Rady Ministrów.

## Życiorys
W 2007 ukończył studia prawnicze w Wyższej Szkole Handlu i Prawa im. Ryszarda Łazarskiego w Warszawie, studiował też na Wydziale Stosounków Międzynarodowych Uniwersytetu Karola w Pradze. W pracy zawodowej zajmował się m.in. społeczną odpowiedzialnością biznesu. Pracował kolejno w PKN Orlen, na Uniwersytecie Kardynała Stefana Wyszyńskiego, w Głównym Inspektoracie Sanitarnym, Ministerstwie Sportu i Turystyki oraz biurze Krajowej Rady Radiofonii i Telewizji. Działał w stowarzyszeniu Przymierze Rodzin.
Zaangażował się w działalność polityczną w ramach Polski 2050. Objął funkcję przewodniczącego koła tej partii w Warszawie. Bez powodzenia kandydował do sejmiku mazowieckiego w 2024. Został zatrudniony jako główny kierownik projektu w Departamencie Społeczeństwa Obywatelskiego Kancelarii Premiera. Wszedł w skład rady Narodowego Instytutu Wolności – Centrum Rozwoju Społeczeństwa Obywatelskiego i Rady Działalności Pożytku Publicznego jako reprezentant minister ds. społeczeństwa obywatelskiego. Objął również funkcję współprzewodniczącego RDPP ze strony rządowej. 28 maja 2024 został powołany na stanowisko podsekretarza stanu w Kancelarii Prezesa Rady Ministrów. Objął także urząd wiceprzewodniczącego Komitetu do spraw Pożytku Publicznego. Na skutek rekonstrukcji rządu z lipca 2025, został na tej funkcji zastąpiony przez Adrianę Porowską.